# Wadkhet

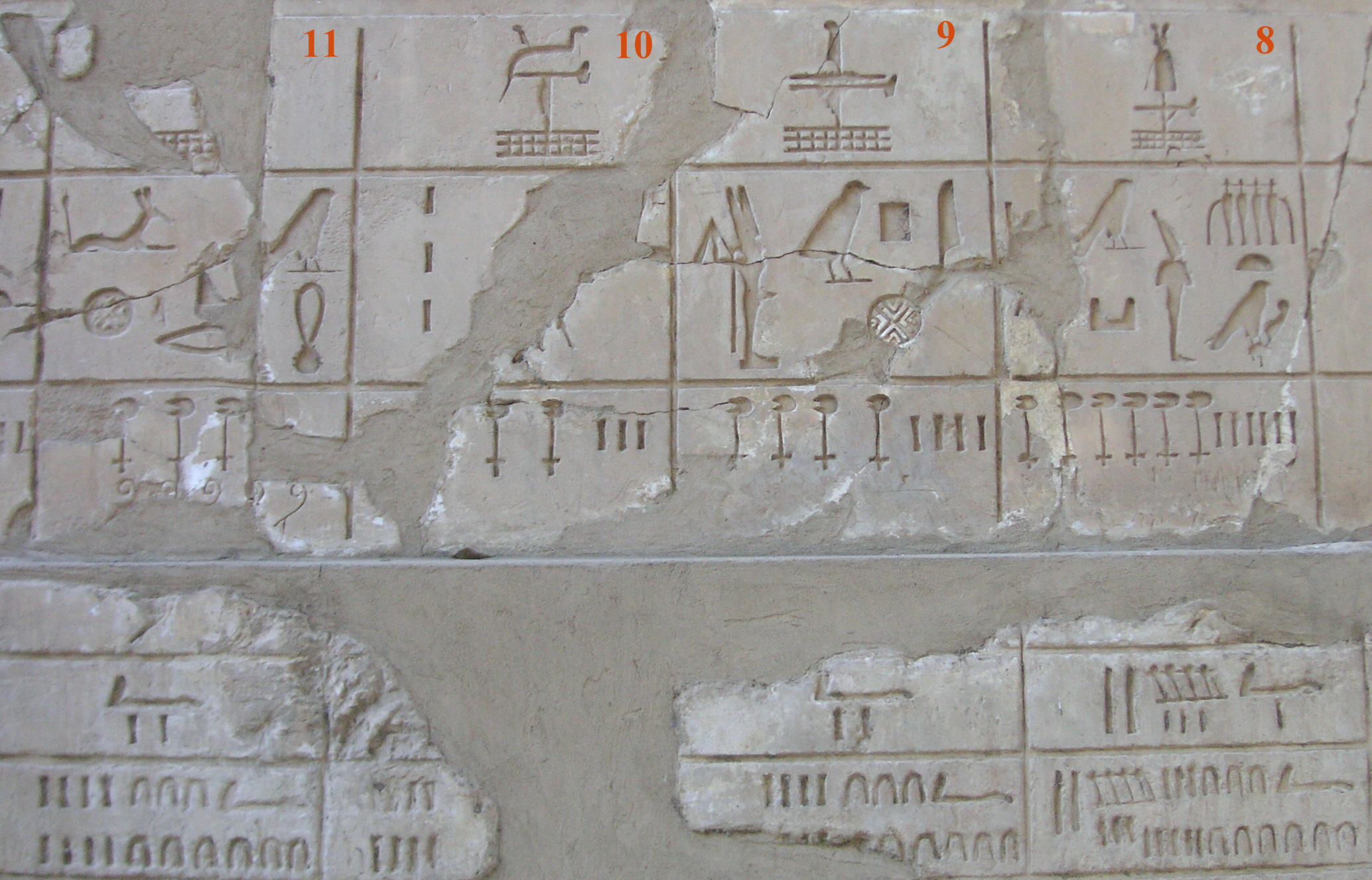
Wadkhet, län 10 på "Vita kapellets" vägg i Karnak.

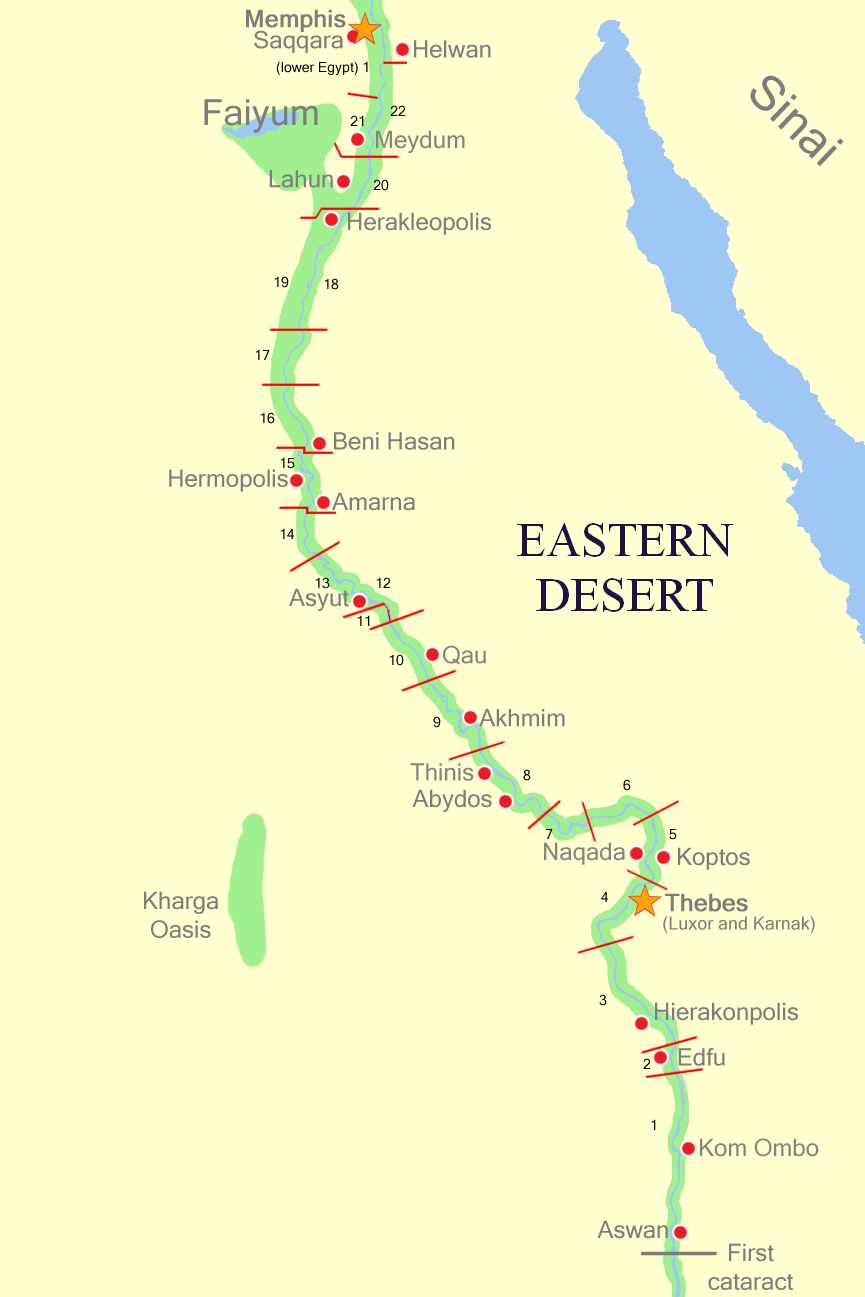
Lägeskarta över nomoi i Övre Egypten.

Wadkhet ("Kobran", även Uatchet) var ett av de 42 nomoi (länen) i Forntida Egypten.
| I10 · R12 · N24 |

Wadkhet med hieroglyfer.

## Geografi
Wadkhet var ett av de 22 nomoi i Övre Egypten och hade nummer 10.
Länets yta var cirka 2 cha-ta (cirka 5,5 hektar, 1 cha-ta motsvarar 2,75 ha) med en längd om cirka 3 iteru (cirka 32 km, 1 iteru motsvarar 10,5 km).
Niwt (huvudorten) var Tjebu/Antaeopolis (dagens Qaw el-kebir, övriga större orter var Hut-Repyt/Athribis (dagens Wannina).

## Historia
Varje län styrdes av en nomark som officiellt lydde direkt under faraon.
Varje Niwt hade ett Het net (tempel) tillägnad områdets skyddsgud och ett Heqa het (nomarkens residens).
Länets skyddsgud var Bau och bland övriga gudar dyrkades Maahes, Neith, Seth och Osiris.
Idag ingår området i guvernementet Sohag.